# Fidias Panayiotou
Fidias Panayiotou (en griego: Φειδίας Παναγιώτου; nacido el 10 de abril de 2000)  conocido como Fidias, es un político y YouTuber chipriota  que fue elegido eurodiputado independiente en las elecciones al Parlamento Europeo de 2024.

## Vida personal
Fidias nació en Meniko, en el distrito de Nicosia de Chipre. Durante su servicio militar obligatorio, sirvió en el Equipo de Demolición Submarina (OYK) de Chipre.

## Trayectoria

### Trayectoria en YouTube
Fidias comenzó a publicar videos en YouTube en 2019.
El 8 de octubre de 2022, Fidias se embarcó en una misión para abrazar a Elon Musk después de haber abrazado a otras 99 celebridades. Mientras esperaba afuera de la sede de Twitter a que Musk apareciera casi todos los días, animó a sus seguidores a "spamear" a la madre de Elon, Maye Musk, lo cual ella calificó de petición "maliciosa".El 21 de enero de 2023, Elon Musk se reunió y abrazó a Fidias en el edificio de la sede.
En enero de 2023, Fidias anunció en la televisión chipriota su intención de entrevistar a todos los candidatos que se presenten a las elecciones presidenciales chipriotas de 2023. Recibió a 12 de los 14 candidatos; Nikos Christodoulides y Andreas Mavroyiannis, los dos favoritos, no aceptaron su invitación.
A fecha del 1 de agosto de 2024, tenía más de 2.66 millones de suscriptores en YouTube.

#### Vídeos de evasión de pagos en transporte público
En septiembre de 2023, Fidias subió un video sin pagar el ticket del metro de Bengaluru en India. La empresa del servicio de trenes respondió que le denunciarían por la vía penal.
El 20 de octubre de 2023, continuó con un vídeo sobre viajar a través de Japón sin gastar dinero con otros tres YouTubers. Viajaba en medios de transporte público como autobuses y trenes, evitando pagar el pasaje por diversos medios y pidiendo limosna. También se hizo pasar por huésped de un hotel en el que no se alojaba para tomar el desayuno. Fue criticado por sus acciones en el vídeo e hizo un video de disculpa, que posteriormente fue eliminado. YouTube también eliminó este video junto con otros cuatro, incluido un video de 2022 sobre viajar por el Reino Unido de forma gratuita, por violar las normas de la plataforma.

### Carrera política

#### Parlamento Europeo (2024-presente)

Panayiotou con el líder rumano de la AUR, George Simion, en Bruselas el 20 de marzo de 2025

En abril de 2024, Fidias anunció su candidatura al Parlamento Europeo, presentándose de manera antipartidista y declarando su objetivo de promover la participación de los jóvenes en la política. Hizo hincapié en la educación como su prioridad, con el objetivo de mejorar las escuelas eliminando los exámenes y promoviendo la autoeducación. También reconoció la importancia de la inteligencia artificial y el Bitcoin. Fidias salió como tercera fuerza política con el 19,4% del voto popular, encabezando las encuestas y asegurando un escaño en el Parlamento Europeo.
Durante sus primeros días en el cargo, permitió que la gente votara en encuestas en sus redes sociales para decidir su afiliación a uno de los grupos políticos europeos y sus decisiones de voto como eurodiputado. El 9 de junio, Panayiotou permitió que la gente votara en una encuesta en TikTok si debía unirse a los Verdes-Alianza Libre Europea o permanecer independiente.  Afirma que el 10% de toda la población de Chipre votó en las elecciones y el 76% votó que permanezca independiente, lo que finalmente hizo. Él llama a su método una "democracia más directa con el pueblo".  En julio de 2024, votó en contra de que Ursula von der Leyen siguiera siendo presidenta de la Comisión Europea, de acuerdo con los resultados de una encuesta que realizó en su cuenta de X. 